# Verkiezingen in België
In België worden politieke verkiezingen georganiseerd om de vertegenwoordigers (van het volk) voor wetgevende organen aan te duiden, er wordt niet gekozen voor uitvoerende organen of functies.

## Overzicht
Dit is een overzicht van raden waarvoor Belgische burgers rechtstreeks of onrechtstreeks vertegenwoordigers kunnen kiezen:
| Niveau               | Raad                                     | Normale duur van de legislatuur | Laatste verkiezing | Volgende verkiezing | Aantal leden    | Kieskringen               | Kiezers (stemrecht)                                                                   |
| -------------------- | ---------------------------------------- | ------------------------------- | ------------------ | ------------------- | --------------- | ------------------------- | ------------------------------------------------------------------------------------- |
| Supranationaal       | Europees Parlement                       | 5 jaar                          | 2019               | 2024                | 21 (van de 754) | 3                         | Belgen in België, EU-burgers in België en Belgen in het buitenland                    |
| Intergouvernementeel | Benelux-parlement                        | n.v.t.                          | n.v.t.             | n.v.t.              | 21 (van de 49)  | onrechtstreeks            | onrechtstreeks (door leden van alle parlementen in België)                            |
| Federaal             | Kamer van volksvertegenwoordigers        | 5 jaar (3)                      | 2019               | 2024                | 150             | 11                        | Belgen in België en Belgen in het buitenland                                          |
| Federaal             | Senaat                                   | 5 jaar (3)                      | 2010               | n.v.t.              | 60 (4)          | onrechtstreeks (4)        | onrechtstreeks (door leden van alle parlementen in België)                            |
| Regionaal            | Vlaams Parlement                         | 5 jaar                          | 2019               | 2024                | 118/124 (2)     | 5/6 (2)                   | Belgen in het Vlaams Gewest en Brussel-Hoofdstad                                      |
| Regionaal            | Brussels Hoofdstedelijk Parlement        | 5 jaar                          | 2019               | 2024                | 89              | 1                         | Belgen in Brussel-Hoofdstad                                                           |
| Regionaal            | Waals Parlement                          | 5 jaar                          | 2019               | 2024                | 75              | 11 (13 tot 2018)          | Belgen in het Waals Gewest                                                            |
| Regionaal            | Parlement van de Duitstalige Gemeenschap | 5 jaar                          | 2019               | 2024                | 25              | 1                         | Belgen in de Duitstalige Gemeenschap                                                  |
| Regionaal            | Parlement van de Franse Gemeenschap      | 5 jaar                          | 2019               | 2024                | 94              | onrechtstreeks            | onrechtstreeks (door Waalse Parlementsleden en Franstalige Brusselse Parlementsleden) |
| Lokaal               | Provincieraad                            | 6 jaar                          | 2018               | 2024                | verschillend    | verschillend              | Belgen in die provincie                                                               |
| Lokaal               | Gemeenteraad (1)                         | 6 jaar                          | 2018               | 2024                | verschillend    | één per gemeente/district | Belgen en alle buitenlanders (EU en niet-EU) in die gemeente                          |

1. In de rand van de gemeenteraadsverkiezingen worden ook 9 Antwerpse districtsraden en 7 OCMW-raden en schepencolleges in enkele faciliteitengemeenten verkozen.
2. De zesde kieskring is voor zes vertegenwoordigers van Nederlandstaligen in Brussel, die enkel bij gemeenschapsmateries kunnen stemmen. De overige vijf (provinciale) kieskringen kunnen zowel voor gemeenschaps- als gewestbevoegdheden stemmen.
3. Het vlinderakkoord verlengde de duur van de federale legislatuur van 4 naar 5 jaar.
4. Het vlinderakkoord schafte de rechtstreekse verkiezing van de Senaat af.

## Kiessysteem en stemrecht
Bij alle verkiezingen in België is er evenredige vertegenwoordiging (Art. 62, Grondwet). Bij de gemeenteraadsverkiezingen is dit door middel van methode-Imperiali, bij alle andere (van het provinciale tot het Europese niveau) wordt methode-D'Hondt gebruikt. Bij de Europese verkiezingen wordt er echter slechts één Duitstalige verkozen binnen het Duitse kiescollege, wat de facto zorgt voor een "Angelsaksisch" first-past-the-post-systeem.
Er bestaat in België voor alle verkiezingen een opkomstplicht en iedere burger heeft recht op slechts één stem (algemeen enkelvoudig stemrecht).
Zowel om te mogen kiezen als om verkiesbaar te zijn moet men minstens 18 jaar zijn. Om verkiesbaar te zijn voor de federale en Europese verkiezingen moest men 21 jaar zijn, maar dit werd in 2014 verlaagd tot 18 jaar door het vlinderakkoord.
EU-burgers vanaf 18 jaar die in België wonen kunnen zich inschrijven om te stemmen voor Europese en gemeenteraadsverkiezingen, een recht vastgelegd in Europese verdragen. Niet-EU-burgers kunnen zich enkel inschrijven om te stemmen bij gemeenteraadsverkiezingen, indien ze minstens vijf jaar in België wonen. Dit laatste migrantenstemrecht werd in 2004 ingevoerd na hevig politiek debat. Belgische burgers die in het buitenland wonen kunnen zich registreren in een diplomatieke of consulaire post in hun land van verblijf, om bij Europese en federale verkiezingen te stemmen. Voor al deze groepen is inschrijven niet verplicht, maar eens geregistreerd vallen ze in theorie wel onder de opkomstplicht.

## Evolutie van de kieskringen
Bij verkiezingen wordt een kieskring gedefinieerd als het gebied waarin op dezelfde kandidaten kan worden gestemd. Het is tevens het laagste niveau waarop zetels worden toegekend.
In de loop van de jaren werden de kieskringen voor de diverse verkiezingen door nieuw kieswetgeving herhaaldelijk gewijzigd

### Europese Verkiezingen
| Europa             | 1979-1989                                              | 1994-heden                                              |
| ------------------ | ------------------------------------------------------ | ------------------------------------------------------- |
| Europees Parlement | Kiescollege per taalgemeenschap* (2) - Kieskringen (3) | Kiescollege per taalgemeenschap** (3) - Kieskringen (4) |

(*) Nederlandstalig en Franstalig
(**) Nederlandstalig, Franstalig en Duitstalig

### Federale Verkiezingen
| Federaal                          | 1831-1991                  | 1995-1999                           | 2003-2010                                                    | 2014-heden                           |
| --------------------------------- | -------------------------- | ----------------------------------- | ------------------------------------------------------------ | ------------------------------------ |
| Kamer van volksvertegenwoordigers | Kiesarrondissement (44-30) | Kiesarrondissement (20)             | Provinciale kieskring (9) + Brussel-Halle-Vilvoorde + Leuven | Provinciale kieskring (10) + Brussel |
| Senaat                            | Kiesarrondissement (38-21) | Kiescollege per taalgemeenschap (2) | Kiescollege per taalgemeenschap (2)                          | Niet meer rechtstreeks verkozen      |

### Deelstaatverkiezingen
Behalve voor de Duitstalige gemeenschap, waren er voor het Vlaamse en Waalse Parlement tot voor 1995 geen rechtstreekse verkiezingen.
De leden van de voorlopers van deze parlementen (respectievelijke Vlaamse Raad of Nederlandse Cultuurraad en Waalse gewestraad) waren leden van de Kamer van volksvertegenwoordigers die een dubbelmandaat uitoefenden.
Ze waren dus gelijktijdig lid van beide parlementen.
| Regionaal                                | 1974-1990                     | 1989                          | 1995-1999                   | 2004-heden                          |
| ---------------------------------------- | ----------------------------- | ----------------------------- | --------------------------- | ----------------------------------- |
| Vlaams Parlement                         | geen rechtstreekse verkiezing | geen rechtstreekse verkiezing | Kiesarrondissement (11)     | Provinciale kieskring (5) + Brussel |
| Waals Parlement                          | geen rechtstreekse verkiezing | geen rechtstreekse verkiezing | Kiesarrondissement (13)     | Kiesarrondissement (13)             |
| Brussels Hoofdstedelijk Parlement        | geen rechtstreekse verkiezing | Brussel-Hoofdstad (1)         | Brussel-Hoofdstad (1)       | Kieslijsten per taalgemeenschap (2) |
| Parlement van de Duitstalige Gemeenschap | Duitstalige Gemeenschap (1)   | Duitstalige Gemeenschap (1)   | Duitstalige Gemeenschap (1) | Duitstalige Gemeenschap (1)         |

### Provinciale verkiezingen
| Provinciaal   | 1836-1921 | 1921-heden          |
| ------------- | --------- | ------------------- |
| Provincieraad | Kantons   | Provinciedistricten |

De Provinciewet van 1836 regelde alles omtrent de provincies, inclusief de provincieraadsverkiezingen. De Provinciekieswet van 1921 voerde evenredige vertegenwoordiging en dus grotere kieskringen in.

## Europese verkiezingen
Bij de Europese verkiezingen in België worden er 22 leden (aantal 2024) aangeduid voor het Europees Parlement. De verkiezingen voor dit parlement in België worden georganiseerd door federale overheid.
De verkiezingen worden per taalgroep gehouden:
| Kiescollege            | Kieskring                                                                                                  | Aantal te verdelen zetels |
| ---------------------- | --- | ------------------------- |
| Nederlands kiescollege | Vlaamse kieskring Kieskring Brussel-Hoofdstad (Nederlandstalige lijsten)                                   | 12 (+ 7 opvolgers)        |
| Frans kiescollege      | Waalse kieskring (uitgezonderd de Duitstalige gemeenten) Kieskring Brussel-Hoofdstad (Franstalige lijsten) | 8 (+ 6 opvolgers)         |
| Duits kiescollege      | Duitstalige kieskring                                                                                      | 1 (+ 6 opvolgers)         |

Het Nederlandse taalgebied (Vlaams Gewest) kan enkel een stem uitbrengen voor Nederlandstalige lijsten, en idem dito voor het Franse en Duitse taalgebied (samen het Waals Gewest). Inwoners van het tweetalige taalgebied Brussel-Hoofdstad (Brussels Gewest) kunnen kiezen tussen Nederlandstalige en Franstalige lijsten. Vóór de uitvoering van het Vlinderakkoord was dit laatste het geval voor heel Brussel-Halle-Vilvoorde. Dit is echter nog steeds zo voor de zes Vlaamse faciliteitengemeenten rond Brussel, gegroepeerd in het kieskanton Sint-Genesius-Rode, die nog kunnen kiezen voor een Brusselse lijst (bijzondere wet op basis van de Grondwet Art. 168bis). Voor de inwoners van Komen-Waasten en Voeren is er de mogelijkheid om hun stem uit te brengen in resp. Heuvelland en Aubel.
Het Duitstalig kiescollege werd in 1994 opgericht.
Historische aantallen te verkiezen leden:
| Kiescollege            | 1979 | 1984 | 1989 | 1994 | 1999 | 2004 | 2009 | 2014 | 2019 | 2024 |
| ---------------------- | ---- | ---- | ---- | ---- | ---- | ---- | ---- | ---- | ---- | ---- |
| Nederlands kiescollege | 13   | 13   | 13   | 14   | 14   | 14   | 13   | 12   | 12   | 13   |
| Frans kiescollege      | 11   | 11   | 11   | 10   | 10   | 9    | 8    | 8    | 8    | 8    |
| Duits kiescollege      | -    | -    | -    | 1    | 1    | 1    | 1    | 1    | 1    | 1    |
| Totaal                 | 24   | 24   | 24   | 25   | 25   | 24   | 22   | 21   | 21   | 22   |

## Federale verkiezingen
Bij de federale verkiezingen worden er nieuwe leden aangeduid voor de Kamer van volksvertegenwoordigers en tot in 2014 voor de Senaat. In de Kamer worden alle 150 leden rechtstreeks verkozen. In de Senaat werden tot 2012 slechts 40 van de meer dan 71 leden rechtstreeks verkozen; sinds 2014 telt de Senaat geen enkel rechtstreeks verkozen lid. Er komen nieuwe verkiezingen binnen de 40 dagen nadat het parlement ontbonden wordt. Dat kan gebeuren om verschillende redenen:
- Nadat de regering niet meer voldoende steun heeft in het parlement (dus gevallen is) en er kan geen nieuwe bestuursmeerderheid gevormd worden, wordt het parlement ontbonden.
- Het parlement ontbindt zichzelf van rechtswege (Art. 195 Gw.) als er een wet wordt gestemd met daarin een lijst van artikelen ter Herziening van de Grondwet.
- Het parlement zal zichzelf ontbinden na 5 jaar legislatuur.

Om te mogen deelnemen aan de verkiezingen moet je minstens 18 jaar zijn. De verkiezingen voor het federale parlement worden georganiseerd door federale overheid, namelijk de FOD Binnenlandse Zaken.

### Kamer
De verkiezingen voor de kamer gebeuren in 11 kieskringen. Elke kieskring heeft een aantal vertegenwoordigers die ze naar het parlement mag sturen afhankelijk van het aantal inwoners. In elke kieskring zullen er zich dus andere lijsten aan de kiezers voorstellen. Voor de kamer lopen de grenzen van de kieskringen gelijk met de provinciegrenzen, en voor het provincieloze arrondissement Brussel-Hoofdstad is er een aparte kieskring. Dit is zo sinds 2012 na het Vlinderakkoord, hieronder staan de nieuwe kieskringen naast de oude kieskringen:
| Kieskringen 2012-heden | Aantal zetels te verdelen | Aantal zetels te verdelen | Kieskringen 2002-2012   |
| ---------------------- | ------------------------- | ------------------------- | ----------------------- |
| Antwerpen              | 24                        | 24                        | idem                    |
| Limburg                | 12                        | 12                        | idem                    |
| Oost-Vlaanderen        | 20                        | 20                        | idem                    |
| West-Vlaanderen        | 16                        | 16                        | idem                    |
| Henegouwen             | 18 (was 19)               | 18 (was 19)               | idem                    |
| Luik                   | 15                        | 15                        | idem                    |
| Luxemburg              | 4                         | 4                         | idem                    |
| Namen                  | 6                         | 6                         | idem                    |
| Brussel-Hoofdstad      | 15                        | 22                        | Brussel-Halle-Vilvoorde |
| Vlaams-Brabant         | 15                        | 22                        | Brussel-Halle-Vilvoorde |
| Vlaams-Brabant         | 15                        | 7                         | Leuven                  |
| Waals-Brabant          | 5                         | 5                         | Nijvel                  |

De kiesdrempel is zoals bij andere verkiezingen 5 procent. In de oude arrondissementele kieskringen (dus ook nog in Leuven, Nijvel en BHV tot aan de splitsing van BHV) was er geen wettelijke kiesdrempel en was er nog het systeem van apparentering voor de toewijzing van restzetels.
Sinds de Pacificatiewet hebben kiezers van Voeren en Komen-Waasten de mogelijkheid om te stemmen in respectievelijk de kieskring Luik en West-Vlaanderen. Sinds de splitsing van BHV hebben inwoners van de zes randgemeenten een vergelijkbare mogelijkheid om hun stem uit te brengen op een Brusselse lijst.
De voormalige 20 arrondissementele kieskringen waren als volgt (hervormd in 2002; die van Brabant pas in 2012):
- Provincie Antwerpen
  - Antwerpen
  - Mechelen-Turnhout
- Provincie Brabant
  - Brussel-Halle-Vilvoorde
  - Leuven
  - Nijvel
- Provincie Henegouwen
  - Bergen-Zinnik
  - Charleroi-Thuin
  - Doornik-Aat-Moeskroen
- Provincie Limburg
  - Hasselt-Tongeren -Maaseik
- Provincie Luik
  - Hoei-Borgworm
  - Luik
  - Verviers
- Provincie Luxemburg
  - Aarlen-Marche-en-Famenne-Bastogne-Neufchâteau-Virton
- Provincie Namen
  - Namen-Dinant-Philippeville
- Provincie Oost-Vlaanderen
  - Aalst-Oudenaarde
  - Gent-Eeklo
  - Sint-Niklaas - Dendermonde
- Provincie West-Vlaanderen
  - Brugge
  - Kortrijk-Roeselare-Tielt
  - Veurne-Diksmuide-Ieper-Oostende

### Senaat
De Senaat telt sinds 2014 60 leden, allen niet rechtstreeks verkozen. Ze worden als volgt aangeduid:
- 50 deelstaatsenatoren:
  - 29 senatoren aangewezen door het Vlaams Parlement uit het Vlaams Parlement of uit de Nederlandse taalgroep van het Brussels Hoofdstedelijk Parlement
  - 10 senatoren aangewezen door en uit het Parlement van de Franse Gemeenschap (die zelf is samengesteld uit alle leden van het Waals Parlement en enkele leden van de Franse taalgroep van het Brussels Hoofdstedelijk Parlement)
  - 8 senatoren aangewezen door en uit het Waals Parlement
  - 2 senatoren aangewezen door en uit de Franse taalgroep van het Brussels Hoofdstedelijk Parlement
  - 1 senator aangewezen door en uit het Parlement van de Duitstalige Gemeenschap
- 10 gecoöpteerde senatoren
  - 6 senatoren, gecoöpteerd door de 29 Nederlandstalige senatoren (verdeeld op basis van de verkiezingsuitslag van de Kamer van volksvertegenwoordigers)
  - 4 senatoren, gecoöpteerd door de 20 Franstalige senatoren (idem)

De Senatoren nemen deel aan de federale besluitvorming.
De Senaat is in de loop der tijd verschillende keren hervormd geweest, zie het artikel over de Senaat voor de geschiedenis ervan. In het Vlinderakkoord, bereikt in de regeringsformatie België 2010-2011, werd deze voorlopig voor het laatst hervormd.

## Deelstaatverkiezingen
De verkiezingen voor Belgische deelstaatparlementen worden om de vijf jaar georganiseerd door de federale overheid en vallen samen met de Europese verkiezingen. Bij deze verkiezingen worden er 124 nieuwe leden gekozen voor het Vlaams Parlement waarvan 118 leden rechtstreeks worden verkozen in het Vlaamse Gewest en 6 rechtstreeks verkozen leden die hun woonplaats hebben op het Brusselse Gewest, 89 leden voor het Brussels Hoofdstedelijk Parlement die rechtstreeks worden verkozen in het Brusselse Gewest, 75 leden voor het Waals Parlement die rechtstreeks worden verkozen in het Waalse Gewest en 25 leden voor het Parlement van de Duitstalige Gemeenschap, die rechtstreeks worden verkozen in het Duitse taalgebied. Het Parlement van de Franse Gemeenschap wordt samengesteld uit alle leden van het Waals Parlement plus 19 van de 72 Franstalige leden van het Brussels Hoofdstedelijk Parlement. De deelparlementen blijven steeds voor de volledige legislatuur bestaan en kunnen niet vervroegd ontbonden worden.
Om in een kieskring een verkozene te krijgen moet een lijst er minimaal 5 procent van de stemmen halen. Dit heet de kiesdrempel. De zetels van die kieskring worden verdeeld door eerst alle stemmen per lijst samen te tellen en dan te verdelen op basis van de methode-D'Hondt. Deze delerreeks zorgt ervoor dat de verhoudingen in het aantal stemmen ook weerspiegeld in de verhoudingen van het aantal zetels. Aan de hand van de zetelverdeling per lijst worden de mandaten toegekend aan de kandidaten op basis van hun behaalde voorkeurstemmen.
Het stembiljet voor de kamer heeft per lijst effectieve kandidaten en opvolgers. De effectieve kandidaten zijn personen die bij de verkiezing rechtstreeks kunnen worden verkozen. Als deze kandidaten om een of andere reden uit de kamer verdwijnen dan worden ze vervangen door de opvolgers. Effectieve kandidaten kunnen ook als opvolger worden voorgedragen. Om geldig te stemmen moet er binnen dezelfde lijst gestemd worden en mag er geen schade aan het stembiljet of kaart zijn.

### Vlaams Parlement
De verkiezingen voor het Vlaams Parlement gebeuren in 6 kieskringen. Elke kieskring heeft een aantal vertegenwoordigers die ze naar het parlement mag sturen. In elke kieskring zullen er zich dus andere lijsten aan de kiezers voorstellen. Voor het Vlaamse parlement lopen de grenzen van de kieskringen gelijk met de provinciegrenzen. De Vlaamse inwoners van het Brusselse gewest kunnen ook enkele vertegenwoordigers naar het Vlaamse parlement sturen. Die Brusselse vertegenwoordigers kunnen enkel stemmen over gemeenschapskwesties.
| Kieskring       | Aantal te verdelen zetels |
| --------------- | ------------------------- |
| Antwerpen       | 33                        |
| Vlaams-Brabant  | 20                        |
| Limburg         | 16                        |
| Oost-Vlaanderen | 27                        |
| West-Vlaanderen | 22                        |
| Brussel         | 6                         |

Tot vóór de verkiezingen van 2004 werden ook hier arrondissementele kieskringen gebruikt:
- Antwerpen: Antwerpen, Mechelen-Turnhout
- Vlaams-Brabant: Halle-Vilvoorde, Leuven
- Limburg: Hasselt-Tongeren-Maaseik
- Oost-Vlaanderen: Aalst-Oudenaarde, Gent-Eeklo, Sint-Niklaas - Dendermonde
- West-Vlaanderen: Brugge, Kortrijk-Roeselare-Tielt, Veurne-Diksmuide-Ieper

### Waals Parlement
Voor het Waals Parlement zijn er 13 Waalse kieskringen of kiesarrondissementen, die nog gebaseerd zijn op de oude kiesarrondissementen voor de federale verkiezingen. Deze kieskringen vaardigen in totaal 75 leden af naar het Waals Parlement.
In 2018 werden de kieskringen van 13 naar 11 herleid ten gevolge van een arrest van het Grondwettelijk Hof, dat na een klacht van Ecolo Luxemburg oordeelde dat kieskringen met minder dan vier leden geen goede vertegenwoordiging kunnen garanderen. De twee kieskringen van Luxemburg werden samengevoegd, en de kieskringen van Henegouwen werden hertekend.
| Provincie     | Kieskring                | 1995 & 1999 | 2004 & 2009 | 2014 | 2019 & 2024 |
| ------------- | ------------------------ | ----------- | ----------- | ---- | ----------- |
| Luik          | Luik                     | 14          | 13          | 13   | 13          |
| Luik          | Verviers                 | 6           | 6           | 6    | 6           |
| Luik          | Hoei-Borgworm            | 4           | 4           | 4    | 4           |
| Henegouwen    | Charleroi                | 10          | 9           | 9    | 10          |
| Henegouwen    | Thuin                    | 3           | 3           | 3    | 10          |
| Henegouwen    | Doornik-Aat-Moeskroen    | 7           | 7           | 7    | 7           |
| Henegouwen    | Bergen                   | 6           | 6           | 5    | 5           |
| Henegouwen    | Zinnik                   | 4           | 4           | 4    | 5           |
| Waals-Brabant | Nijvel                   | 7           | 8           | 8    | 8           |
| Namen         | Namen                    | 6           | 6           | 7    | 7           |
| Namen         | Dinant-Philippeville     | 3           | 4           | 4    | 4           |
| Luxemburg     | Aarlen-Marche-Bastenaken | 3           | 3           | 3    | 6           |
| Luxemburg     | Neufchâteau-Virton       | 2           | 2           | 2    | 6           |

### Brussels Hoofdstedelijk Parlement
Voor de verkiezing van het Brussels Hoofdstedelijk Parlement is er maar één enkele kieskring Brussel-Hoofdstad, die samenvalt met het provincieloos arrondissement Brussel-Hoofdstad. Hij telt 89 zetels waarvan 72 zetels voor de Franse taalgroep en 17 zetels voor de Nederlandse taalgroep.
Het arrondissement Brussel-Hoofdstad omvat de volgende kieskantons: Brussel, Anderlecht, Elsene, Sint-Jans-Molenbeek, Sint-Gillis, Sint-Joost-ten-Node, Schaarbeek, Ukkel.

### Parlement van de Franse Gemeenschap
Het Parlement van de Franse Gemeenschap wordt onrechtstreeks samengesteld uit enerzijds de 75 verkozenen (allen zetelend in het Waals parlement) uit de 13 Waalse kieskringen - de 3 verkozenen uit het gerechtelijk arrondissement Eupen worden vervangen - en anderzijds de eerste 19 verkozenen van de Franse taalgroep uit het Brussels Hoofdstedelijk Parlement.

### Parlement van de Duitstalige Gemeenschap
Het Parlement van de Duitstalige Gemeenschap wordt rechtstreeks verkozen en bestaat uit 25 leden.
Er wordt slechts één kieskring gebruikt, die samenvalt met de Duitstalige Gemeenschap (het Duitse taalgebied) en het gerechtelijk arrondissement Eupen (maar niet met het bestuurlijk arrondissement Verviers, dat de gerechtelijke arrondissementen Eupen en Verviers omvat).
De kieskring bestaat uit twee kieskantons:
- Kanton Eupen bestaande uit de vier gemeenten in het Land van Eupen: Eupen, Kelmis, Lontzen en Raeren
- Kanton Sankt-Vith bestaande uit de vijf gemeenten in de Belgische Eifel: Amel, Büllingen, Burg-Reuland, Bütgenbach en Sankt Vith

Zie verkiezingen2009.belgium.be voor de resultaten van de laatste verkiezingen.

## Provinciale verkiezingen
De provincieraden worden samen met de gemeenteraden om de zes jaar vernieuwd op de tweede zondag van oktober. De eerstvolgende keer is op 14 oktober 2018. Voor 1994 werden ze samen met het federale parlement vernieuwd omdat er toen ook senatoren waren die door de provincieraadsleden werden verkozen.
De provincieraadsleden worden verkozen via evenredige vertegenwoordiging, meer bepaald het systeem D'Hondt. Dat is het gebruikelijke systeem voor de meeste verkiezingen in België. Specifiek is wel dat de provincieraadsleden niet in één kieskring per provincie, maar wel in kleine kieskringen (die "districten" worden genoemd) worden verkozen, met een systeem van apparentering op het niveau van de kiesarrondissementen . Apparentering houdt in dat de meeste zetels evenredig verdeeld worden op het niveau van het kiesdistrict, maar dat sommige zetels op het niveau van het arrondissement worden verdeeld. Zo wordt een evenredige verdeling van de zetels over de kiesdistricten gecombineerd met een evenredige verdeling van de zetels onder de partijen op het niveau van het arrondissement. (Apparentering werd t.e.m. 1999 ook gebruikt om de federale Kamer en het Vlaams en Waals parlement te verkiezen.) Het aantal te verdelen zetels is afhankelijk van het inwonertal en kan dus elke zes jaar veranderen.

## Gemeenteraadsverkiezingen
Bij deze verkiezingen worden de Belgische gemeenteraden verkozen. Ze vinden zesjaarlijks plaats en vallen samen met de provincieraadsverkiezingen en de districtraadsverkiezingen in Antwerpen. Elke gemeenteraad wordt verkozen via het systeem Imperiali (behalve in de Duitstalige Gemeenschap, waar men het systeem D'Hondt gebruikt).
Na de gemeenteraadsverkiezingen vinden er coalitiebesprekingen plaats tussen de verschillende lokale politieke partijen om tot een meerderheid te komen. Hiervoor hebben ze tijd tot 1 januari van het daarop volgende jaar. Wanneer de partijen onderling tot een akkoord zijn gekomen publiceren ze een bestuursakkoord en verdelen ze de mandaten van het schepencollege, een eventuele mandaat in de RESOC, de politieraad en ten slotte de OCMW-raad.
In 7 van de 12 faciliteitengemeenten in Vlaanderen (Drogenbos, Kraainem, Linkebeek, Sint-Genesius-Rode, Wemmel, Wezembeek-Oppem en Voeren) en in 1 van de 18 faciliteitengemeenten in Wallonië (Komen-Waasten) worden de OCMW-raden rechtstreeks verkozen. De uitslag voor de gemeenteraad is ook onmiddellijk de rechtstreekse verkiezing van het schepencollege. In deze gemeenten gebruikt men bovendien voor de zetelverdeling de methode-D'Hondt in plaats van Imperiali.

## Districtsverkiezingen
Elke gemeente met meer dan 100.000 inwoners mag haar grondgebied indelen in districten. Enkel de stad Antwerpen maakt hier momenteel gebruik van. Samen met de Antwerpse gemeenteraad worden ook deze districtsraden verkozen.
In tegenstelling tot de gemeenteraadsverkiezingen, wordt de methode-D'Hondt gebruikt voor de zetelverdeling.

## Evolutie van de resultaten

### Vlaanderen
Voor de Kamer worden alleen de Nederlandstalige lijsten meegerekend die in de vijf Vlaamse provincies en in Brussel-Hoofdstad zijn ingediend. Aangezien Brussel-Hoofdstad tot geen enkele provincie behoort, zijn de resultaten voor de provincieraden beperkt tot het Nederlandse taalgebied.
| Partij | Partij            | 1999             | 2003           | 2004             | 2006            | 2007           | 2009             | 2010           | 2012            | 2014           | 2014             | 2019           | 2019             | 2024           | 2024             |
| Partij | Partij            | Vlaams Parlement | Federale Kamer | Vlaams Parlement | Provincie-raden | Federale Kamer | Vlaams Parlement | Federale Kamer | Provincie-raden | Federale Kamer | Vlaams Parlement | Federale Kamer | Vlaams Parlement | Federale Kamer | Vlaams Parlement |
| ------ | ----------------- | ---------------- | -------------- | ---------------- | --------------- | -------------- | ---------------- | -------------- | --------------- | -------------- | ---------------- | -------------- | ---------------- | -------------- | ---------------- |
|        | CD&V              | 22,1 (1)         | 21,2 (3)       | 26,1 (1) °       | 30,1 (1) °      | 29,6 (1) °     | 22,9 (1)         | 17,6 (2)       | 21,4 (2)        | 18,7 (2)       | 20,5 (2)         | 14,2           | 15,4             | 12,8           | 13               |
|        | N-VA              | 9,1 (6)          | 4,9 (5)        | 26,1 (1) °       | 30,1 (1) °      | 29,6 (1) °     | 13,1 (5)         | 28,2 (1)       | 28,5 (1)        | 32,7 (1)       | 31,9 (1)         | 25,6           | 24,8             | 25,6           | 23,9             |
|        | Open Vld          | 21,7 (2)         | 24,6 (1)       | 19,8 (3)         | 18,9 (4)        | 18,8 (3)       | 15,0 (4)         | 14,0 (4)       | 14,6 (3)        | 15,7 (3)       | 14,2 (3)         | 13,6           | 13,1             | 8,8            | 8,3              |
|        | Vooruit           | 14,7 (4)         | 23,9 (2)       | 19,7 (4)         | 19,2 (3)        | 16,3 (4)       | 15,3 (3)         | 15,0 (3)       | 13,6 (4)        | 14,1 (4)       | 14,0 (4)         | 10,7           | 10,1             | 13,0           | 13,8             |
|        | Groen             | 11,5 (5)         | 4,0 (6)        | 7,6 (5)          | 7,6 (5)         | 6,3 (6)        | 6,8 (7)          | 7,1 (6)        | 8,3 (6)         | 8,5 (5)        | 8,7 (5)          | 9,7            | 10,1             | 7,5            | 7,3              |
|        | Vlaams Belang     | 15,8 (3)         | 18,6 (4)       | 24,1 (2)         | 21,5 (2)        | 19,0 (2)       | 15,3 (2)         | 12,6 (5)       | 8,9 (5)         | 5,9 (6)        | 5,9 (6)          | 19,1           | 18,5             | 21,8           | 22,7             |
|        | UF                | 0,9 (7)          |                | 1,1 (6)          | 1,3 (6)         |                | 1,2 (8)          |                | 1,2 (8)         |                | 0,8 (8)          |                | 0,7              |                | 0,5              |
|        | PVDA              | 0,6 (8)          |                | 0,6 (7)          | -               |                | 1,0              | 1,3            | 2,1 (7)         | 2,8 (7)        | 2,5 (7)          | 5,6            | 5,3              | 8,2            | 8,3              |
|        | LDD               | -                | -              | -                | -               | 6,5 (5)        | 7,6 (6)          | 3,7 (7)        | -               | 0,7 (8)        | -                | -              | -                | -              | -                |
|        | Team Fouad Ahidar | -                | -              | -                | -               | -              | -                | -              | -               | -              | -                | -              | -                | -              | 0,3              |

° In 2004, 2006 en 2007 kwamen CD&V en N-VA samen op onder de kartellijst CD&V/N-VA.

### Wallonië
| Partij | Partij      | 1999            | 2003           | 2004            | 2007           | 2009            | 2010           | 2012           | 2014           | 2014            | 2019           | 2019            | 2024           | 2024            |
| Partij | Partij      | Waals Parlement | Federale Kamer | Waals Parlement | Federale Kamer | Waals Parlement | Federale Kamer | Provincieraden | Federale kamer | Waals Parlement | Federale kamer | Waals Parlement | Federale kamer | Waals Parlement |
| ------ | ----------- | --------------- | -------------- | --------------- | -------------- | --------------- | -------------- | -------------- | -------------- | --------------- | -------------- | --------------- | -------------- | --------------- |
|        | PS          | 29,4            | 36,4           | 36,9            | 29,5           | 32,8            | 37,6           | 32,0           | 30,9           | 30,9            | 26,1           | 26,2            | 22,0           | 23,22           |
|        | MR          | 24,7            | 28,4           | 24,3            | 31,2           | 23,4            | 22,2           | 27,7           | 25,5           | 26,7            | 20,5           | 21,4            | 28,2           | 29,61           |
|        | cdH         | 17,1            | 15,4           | 17,6            | 15,8           | 16,1            | 14,6           | 17,0           | 13,2           | 15,2            | 11,7           | 11,0            | 20,0           | 20,66           |
|        | Les Engagés | 17,1            | 15,4           | 17,6            | 15,8           | 16,1            | 14,6           | 17,0           | 13,2           | 15,2            | 11,7           | 11,0            | 20,0           | 20,66           |
|        | Ecolo       | 18,2            | 8,5            | 8,5             | 12,8           | 18,5            | 12,3           | 13,2           | 8,7            | 8,6             | 14,9           | 14,5            | 6,9            | 6,97            |
|        | PTB         |                 | –              | –               | –              | 1,2             | 1,9            | 2,8            | 5,2            | 5,8             | 13,8           | 13,7            | 11,6           | 12,1            |
|        | DéFI        | –               | –              | –               | –              | –               | -              | 2,4            | 4,8            | 2,5             | 4,1            | 4,1             | 2,4            | 2,7             |
|        | PP          | –               | –              | –               | –              | –               | 3,1            | -              | 4,0            | 4,9             |                | -               |                |                 |
|        | DN          | 4,0             | 5,6            | 8,1             | 5,6            | 2,9             | 1,4            | –              | –              | –               |                | -               |                |                 |

### Brussel-Hoofdstad
| Partij                   | 2009                | 2010                | 2014                | 2014                |
| Partij                   | Brussels Parlement  | Federale Kamer      | Federale Kamer      | Brussels Parlement  |
| Franstalige lijsten      | Franstalige lijsten | Franstalige lijsten | Franstalige lijsten | Franstalige lijsten |
| ------------------------ | ------------------- | ------------------- | ------------------- | ------------------- |
| MR                       | 26,5 (1) °          | 27,1 (1) °          | 23,1 (2)            | 23,0 (2)            |
| DéFI                     | 26,5 (1) °          | 27,1 (1) °          | 11,1 (3)            | 14,8 (3)            |
| PS                       | 23,3 (2)            | 26,6 (2)            | 24,9 (1)            | 26,6 (1)            |
| cdH                      | 13,1 (4)            | 12,2 (3)            | 9,3 (5)             | 11,7 (4)            |
| Ecolo                    | 17,9 (3)            | 12,0 (4)            | 10,5 (4)            | 10,1 (5)            |
| PP                       | –                   | 3,5 (5)             | –                   | 1,9 (8)             |
| PTB                      | 0,7 (5)             | 1,6 (11)            | 3,8 (6)             | 3,9 (6)             |
| Nederlandstalige lijsten |                     |                     |                     |                     |
| Open Vld                 | 23,1 (1)            | 2,3 (6)             | 2,7 (7)             | 26,7 (1)            |
| Vooruit                  | 19,5 (2)            | 2,0 (7)             | 1,9 (9)             | 19,5 (2)            |
| N-VA                     | 5,0 (6)             | 1,8 (8)             | 2,7 (8)             | 17,0 (4)            |
| VB                       | 17,5 (4)            | 1,7 (9)             | 1,0 (11)            | 5,6 (6)             |
| CD&V                     | 14,9 (3)            | 1,6 (10)            | 1,6 (10)            | 11,4 (5)            |
| Groen                    | 11,2 (5)            | 1,6 (12)            | samen met Ecolo     | 17,9 (3)            |
| LDD                      | 3,8 (7)             | 0,3 (20)            | –                   | –                   |
| PVDA                     | 1,2 (8)             | coalitie met PTB    | coalitie met PTB    | coalitie met PTB    |

° DéFI, het toenmalige FDF, kwam tot 2010 op in coalitie met MR.